# 木之前葵
木之前 葵（きのまえ あおい、1993年7月10日 - ）は、日本の地方競馬騎手（女性騎手）。宮崎県北諸県郡三股町出身。
名古屋競馬場・榎屋充厩舎所属。兄弟子に大畑雅章がいる。勝負服の柄は胴青・赤一本輪白ハート散らし、袖赤・白一本輪。

## 来歴
小学6年で宮崎育成牧場の少年団に入り騎手を目指すようになった。
中央・地方の騎手試験合格者を多数輩出する千葉県の東関東馬事高等学院を経て、地方競馬教養センターに91期生として入学。同期に笹川翼、石川倭などがいる。
2013年3月31日付けで地方競馬騎手免許を取得。同年4月15日、名古屋競馬第2競走で初騎乗（アポロセラヴィ号、4着）、4月17日の名古屋競馬第5競走（オーパルライト号）で初勝利。
2014年11月3日、盛岡競馬場で開催された「JBCレディスクラシック」に騎乗（ブレーヴスキー号、16頭中14着）。
2015年2月11日、第29回全日本新人王争覇戦に出場（9人中2位）。同年5月9日にはイギリスのリングフィールド競馬場で行われた「レディースワールドチャンピオンシップ」第8戦に出場し優勝。6月23日、名古屋競馬第9競走（アルマベルヴァ号）で地方競馬通算100勝を達成。同年、NARグランプリ優秀女性騎手賞を初受賞。
2016年3月17日、新春ペガサスカップで単勝1番人気のカツゲキキトキト号に騎乗して勝利を挙げ、重賞初勝利。
2018年10月10日、名古屋競馬第6競走でコーリンスライムに騎乗し勝利、地方競馬通算300勝を達成した。
2021年1月1日付で錦見勇夫厩舎から榎屋充厩舎へ所属変更となった。
2023年2月21日笠松競馬第2競走をハーランズセンスで制し、地方競馬通算500勝を達成した。同年11月21日の盛岡と2024年3月8日の笠松で行われた「レディースジョッキーズシリーズ2023」で盛岡ラウンド42P、笠松ラウンド45Pの計87Pで初の総合優勝を果たす。
2025年3月8日と同12日に開催された「レディスジョッキーズシリーズ2025」で佐賀ラウンド2戦で1着･3着の45P獲得し首位に立つと、園田ラウンドでも4着･1着の42Pで合計87Pとし、首位を守り切って完全優勝し、大会初の連覇を果たす。

## 主な騎乗馬
- カツゲキキトキト（2016年新春ペガサスカップ、新緑賞、秋の鞍）
- カツゲキライデン（2017年尾張名古屋杯）
- カツゲキマドンナ（2017年園田クイーンセレクション）

## 受賞
- NARグランプリ優秀女性騎手賞（2015年、2016年、2019年）